# 의귀초등학교
의귀초등학교는 대한민국 제주특별자치도 서귀포시 남원읍에 있는 공립 초등학교이다.

## 학교 연혁
- 1941년 6월 16일 : 남원공립보통학교 부설 의귀간이학교 설립
- 1943년 3월 31일 : 남원북국민학교 승격, 교명 변경
- 1945년 9월 1일 : 의귀국민학교 교명 변경
- 1948년 12월 15일 : 4.3사건으로 폐교
- 1949년 8월 1일 : 남원국민학교 의귀분교장 4학년 2학급 인가
- 1949년 11월 18일 : 복교
- 1958년 4월 1일:  4학년 3학급 인가
- 1959년 2월 20일: 의귀국민학교 독립 개교
- 1966년 3월 1일 : 6학년 5학급 인가
- 1977년 3월 1일 : 12학급 인가
- 1981년 3월 1일 : 서귀포 교육청 지정 과제시범학교 운영
- 1982년 1월 26일 : 의귀국민학교 병설 유치원 인가
- 1990년 9월 15일 : 급식 조리실 준공
- 1994년 2월 23일 : 새싹들의 집(식당 겸 다목적실)준공
- 1996년 3월 1일 : 의귀초등학교로 교명 변경
- 1997년 2월 1일 : 유치원 교실 준공(96.75m2/29평)
- 1999년 2월 18일 : 1988학년도 교육활동 우수학교 수상(서귀포교육청)
- 1999년 4월 1일 : 학습 부진아 담임책임제 운영 시범학교(서귀포교육청)
- 1999년 4월 1일 :  1999학년도 학교 교육계획 수립 우수교 선정(교육부)
- 2000년 12월 28일 : 학교평가 인성교육 우수학교 선정(제주도교육청)
- 2001년 9월 28일 : 계단실 및 특별교실(2개 교실)증축
- 2002년 2월 1일 : 각 교실 난방시설
- 2003년 2월 28일 : 운동장 스탠드 시설
- 2003년 12월 3일 : 과학실 현대화 시설 완료
- 2004년 1월 10일 : 도서관 설치(디지털화 및 소장자료 DB구축)
- 2005년 2월 1일 : 학교 울타리 및 배수로 공사
- 2005년 2월 15일 : 2004학년도 학교 자율경영 부문 우수학교 선정(서귀포교육청)
- 2005년 4월 1일 : 학교 공원화 조경 사업
- 2006년 1월 1일 : 교실 칸막이 및 내부 도색 공사
- 2006년 1월 14일 : 컴퓨터실 교육용 컴퓨터 교체(30대)
- 2007년 3월 1일 : 다목적실 및 휴게실 등 2층 5개 교실 증축
- 2009년 3월 1일 : 제주특별자치도교육청 지정 기초학력 시범학교(2년간)
- 2009년 12월 18일 : 도담마루(급식실)신축 개관
- 2010년 11월 22일 : 제 12회 "전도 학교 미디어 콘테스트" 학교 신문부문 우수
- 2011년 1월 14일 : 2010학년도 학교평가 최우수학교 선정
- 2011년 3월 1일 : 제 3기 제주형 자율학교 지정.운영(2년간)
- 2011년 5월 2일 : 국내부진학생지도.지원 최우수학교 선정
- 2012년 1월 31일 :   2011학년도 모다들엉 학력향상 우수학교 선정
- 2012년 11월 21일 : 제 14회 "전도 학교 미디어콘테스트" 교지부문 우수
- 2012년 11월 30일 : 2012 대한민국 좋은학교 박람회 운영 우수학교 교육과학기술부장관표창
- 2013년 3월 1일 : 제 4기 제주형 자율학교 지정운영(2년간)
- 2013년 11월 1일 : 제 20회 전도 초 중 고 외국어경연대회(초등 영어역할극부문)동상
- 2013년 12월 18일 : 대통령기 제33회 국민독서경진대회 학교 단체 장려
- 2014년 6월 13일 : 다목적강당"도담누리"개관
- 2014년 10월 24일 : 2015 교육장배 체육대회 남녀혼성 단체줄넘기 종목 우승
- 2015년 3월 1일 : 제4기 제주형 자율학교 기간 연장지정.운영(2년간)
- 2015년 3월 1일 : 제6기 예술꽃 씨앗학교 지정.운영(문화체육관광부 주최,한국문화예술교육진흥원 주관
- 2015년 10월 24일 :   2015 교육장배 체육대회 남녀혼성 단체줄넘기 종목 우승
- 2015년 11월 25일 : 우리 축산물 학교급식 한우 부분 우수학교 선정
- 2017년 2월 10일 : 제 58회 졸업식(13명 졸업, 총 졸업생 2,239명)
- 2017년 9월 1일 : 제23대 정익권 교장 취임
- 2018년 1월 30일 : 제 59회 졸업식(11명 졸업, 총 졸업생 2,250명)

## 참고 자료
- 의귀초등학교 - 한국교육학술정보원 학교알리미